# Erkolano Lodu Tombe
Erkolano Lodu Tombe (Bilinyang, 25 de abril de 1943) é um clérigo sudanês e bispo católico romano emérito de Yei.
Paulo VI ordenou-o sacerdote em 17 de maio de 1970.
O Papa João Paulo II o nomeou Bispo de Yei em 21 de março de 1986. O Arcebispo de Nairobi e Bispo Militar do Quênia, Maurice Michael Cardeal Otunga, o consagrou em 28 de novembro do mesmo ano; Os co-consagradores foram Luis Robles Díaz, Núncio Apostólico no Sudão, e Gabriel Zubeir Wako, Arcebispo de Cartum.
Em 11 de fevereiro de 2022, o Papa Francisco aceitou a renúncia de Erkolano Lodu Tombe por motivos de idade.